# Tem (Burkina Faso)
Pour les articles homonymes, voir Tem.
Tem est une commune située dans le département de Nassoumbou, dans la province du Soum, région du Sahel, au Burkina Faso.